# Istorija Azerbejdžana
Azerbејdžan (azer. Azərbaycan) je država smeštena na istoku kavkaske regije evroazijskog kontitenta. Istočne obale mu zapljuskuje Kaspijsko jezero, dok se na kontinentalnom delu graniči sa Rusijom na severu, Gruzijom na severozapadu, Jermenijom i Turskom na jugozapadu, te Iranom na jugu. Dom je različitih etničkih grupa. Većinu njih čine Azeri, turkijska etnička grupa koja broji 9 miliona pripadnika u nezavisnoj republici Azerbејdžanu.
Područje Azerbејdžana su u 8. veku p. n. e. naseljavala plemena Medijaca. U 7. veku naše ere, dok je ovo područje bilo pod vlašću Perzije, osvajaju ga Arapi, koji sa sobom donose islamsku kulturu. U 11. veku ga osvajaju Seldžuci. U svojim pohodima napali su ga i Mongoli (1231), te Timur Lenk (potkraj 14. veka). Od 15. do 18. veka ovim područjem prožimaju se osmanski i persijski uticaji. Od 17. veka nakratko je pod vlašću Persije, koja je vladali sve do Persijsko-ruskog rata (1804—1813), nakon kojeg je mirovnim ugovorom ovo područje predato Rusiji. Granica koja je tada nastala održala se do danas. Nakon Oktobarske revolucije 1917. godine, u Azerbејdžanu deluju radnički sovjeti. Sovjetsku su vlast uz pomoć Britanaca 1. juna 1918. godine srušili musavatisti, pripadnici azerbajdžanske muslimanske demokratske partije „Musavat” (Jednakost), koji su proglasili nezavisnost države. Od maja 1920. ponovo je pod vlašću Sovjeta, a Azerbејdžan postaje Sovjetska Socijalistička Republika Azerbејdžan. Godine 1922, ujedinjen je s Gruzijskom i Jermenskom sovjetskom socijalističkom republikom, te su zajedno činile Zakavkasku SFSR, koja se raspala 1936. godine, kada Azerbејdžan postaje konstitutivna republika u sastavu Sovjetskog Saveza. Dana 30. avgusta 1991. godine Azerbејdžan proglašava nezavisnost od Sovjetskog Saveza. Nešto ranije, Azeri su ušli u sukobe zbog azerbajdžanske regije Gorski Karabah, koja je pretežno naseljena Jermenima, i do danas taj spor nije rešen.

## Praistorija

### Paleolit
Pećina Azik na teritoriji Fizulinskog distrikta smatra se mestom jedne od najstarijih proto-ljudskih naseobina u Evroaziji. Ostatci pra-aleške kulture nađeni su u najnižim slojevima pećine Azik i stari su najmanje 700.000 godina. Godine 1968, Mamadali Huseinov otkrio je čeljust pračoveka od pre 300.000 godina, što se smatra najstarijim ljudskim ostatcima na području bivšeg Sovjetskog Saveza.

### Eneolit
Eneolit ili razdoblje bakarnog doba (6. - 4. milenijum p. n. e.) je razdoblje tranzicije iz kamenog doba u bronzano doba. U Azerbејdžanu su otkrivena mnoga eneolitska naselja, a artefakti datirani ugljenikom pokazuju da su ljudi u to doba izgradili domove, izrađivali alat od bakra i šiljaste strelice.

### Od bronzanog do gvozdenog doba
Uticaj starih naroda i civilizacija, uključujući Sumere i Elamite, odrazio se i na područje Azerbејdžana. Mnogi kavkaski narodi pojavili su se kao najraniji stanovnici Južnog Kavkaza, a među njima su najznačajniji predstavnici bili Kavkaski Albanci.
U 8. veku p. n. e. polunomadski Kimerijci i Skiti naselili su područje kraljevstva Manejaca. Asirci su također imali civilizaciju koja je imala procvat na području zapadno od jezera Urmije, u vekima prije stvaranja Medije i Kavkaske Albanije. Većina starih dokumenata i natpisa korištenih u povijesnim analizama ovog područja dolazi od Asiraca i kraljevstva Urartu. Većina zapadnih učenjaka koji se bave poviješću Azerbејdžana, referira se na grčke, arapske, persijske, armenske i rimske izvore.
Iz vremena paleolita, na području Azerbејdžana, prisutni su tragovi u Avejdagu, Taglaru, Damjiliju, Daš Salahliju i ostalim područjima. Rezbareni crteži urezani su na stenama u Gobustanu, južno od Bakua, a na njima su predstavljeni prizori lova, ribolova, rada i plesa. Datiraju se u razdoblje mezolita.
Za Kavkaske Albance se smatra da su najstariji stanovnici Azerbејdžana. Rani osvajači, uključujući i Skite, pojavili su se u 9. veku p. n. e. Južni Kavkaz su osvojili Ahemenidi oko 550. godine p. n. e. Za vreme tog razdoblja, Azerbејdžanom se širi zoroastrizam. Ahemenide je porazio Aleksandar Veliki 330. godine p. n. e. Nakon pada Seleukida u Persiji 247. godine p. n. e., Jermensko kraljevstvo uspostavlja kontrolu nad delovima modernog Azerbејdžana, između 190. godine p. n. e. i 428. godine naše ere. Armenskim kraljevstvom je vladala dinastija Arasakida, koja je bila ogranak istoimene dinastije u Partskom Carstvu. Pod Partskim carstvom Azerbејdžan se nalazio dugo vremena Kavkaski Albanci osnovali su svoje kraljevstvo u 1. veku p. n. e., koje je u velikoj meri bilo nezavisno, doduše kao vazalna država, sve dok Partsko carstvo nisu svrgnuli Sasanidi i učinili Kakvasku Albaniju provincijom 252. godine. Vladar Kavkaske Albanije, kralj Urnair, službeno je prihvatio hrišćanstvo kao državnu religiju u 4. veku, a Albanija će ostati hrišćanska država sve do 8. veka. Kavkaska Albanija zadržala je svoju monarhiju sve dok je bila u potpunosti podređena Sasanidskoj Persiji. Sasanidska kontrola završila je njihovim porazom od muslimana Arapa 642. godine, pa je celo carstvo, uključujući i Azerbејdžan, osvojeno u njihovom pohodu na Persiju.
Sukcesivne migracije i naseljavanja evroazijskih i centralnoazijskih nomada su se nastavila, a provlače se kroz istoriju Kavkaza od Sasanidskog carstva do pojave Azerskih Turaka u 20. veku. Među iranskim nomadima koji su upadali u Azerbејdžan bili su Skiti, Alani i Kimerijci. Altajski nomadi, poput Hazara i Huna, upali su tokom Hunske i Hazarske ere. Zidovi i utvrđenja Darbanda izgrađeni su tokom Sasanidske ere kako bi blokirali nomade koji su dolazili sa severnog Kavkaza. Međutim, takva naselja nisu bila stalnog tipa.

## Antika

### VladavinaAhemenidaiSeleukida
Nakon rušenja Medijskog carstva, u Azerbејdžan provaljuje persijski veliki kralj Kir Veliki iz dinastije Ahemenida (6. veke p.n.e). Ovo najranije Persijsko carstvo imalo je snažan uticaj na lokalno stanovništvo. Širi se religija zoroastrizam, kao i različiti kulturni persijski uticaji. Većina stanovništva Kavkaske Albanije postaju su poštovaoci vatre, što bi mogao biti znak njihove vere u zoroastrizam, jer poštovanje boga te vere, Ahuru Mazdu predstavlja poštovanje simbola vatre. Ovo carstvo je trajalo više od 250 godina, a kasnije ga je osvojio Aleksandar Veliki, što je dovelo do porasta helenističke kulture širom Persijskog carstva. Nakon smrti Aleksanda Velikog, područjem Kavkaza vlada grčka dinastija Seleukida, sve do 3. veka p. n. e., kada kavkaska plemena uspostavljaju nezavisno carstvo, po prvi put od invazije Medijaca.

### Kavkaska Albanija, Partsko carstvo i Sasanidska osvajanja
Albansko kraljevstvo je nastojalo okupiti narode s izraženim kavkaskim identitetom u veliko carstvo. Međutim, u 2. ili 1. veku p. n. e., Armenci su znatno smanjili albanska područja osvajanjem područja Karabakha i Utika, koja su bila naseljena raznim albanskim plemenima poput Udina, Gargarina i Kaspijcima. Do tog vremena, granica Jermenije i Kavkaske Albanije bila je na reci Kuri.
Područje je postalo poprište ratova kada su Rimljani i Parti širili svoja područja delovanja. Velik deo Albanije se nakratko našao pod dominacijom rimskih legija Pompeja Velikog. Parti su kontrolisali jug Albanije. Do danas je očuvan isklesan natpis na jednoj steni, za koji se veruje da je najstariji očuvani istočno-rimski natpis, a nalazi se u Gobustanu, jugozapadno od Bakua. Zapis je ostavila XII „Zgromljena legija” (Legio XII Fulminata), u vreme cara Domicijana. Postupno, Kavkaska Albanija dolazi pod kontrolu Parta.
Nakon podele Albanije između Persije i Vizantije 387. godine, albanski kraljevi vratili su kontrolu nad provincijama Uti i Artsakh, jer su ih Sasanidski kraljevi nagradili zbog njihove odanosti Persiji.
Srednjevekovni jermenski istoričari, kao što su Movses Korenatsi i Movses Kaghankatvatsi pišu da su se Albanci preobratili na hrišćanstvo u 4. veku, ponajviše naporima Grigorija Prosvetitelja. Albanski kralj Urnair prihvatio je hrišćanstvo, a krstio ga je sam Grgur. Proglasio je hrišćanstvo kao službenu religiju svog kraljevstva. Međutim, hrišćanstvo se širili Albanijom postupno. Mnogi su nastavili da poštuju zoroastrizam, sve do persijskih osvajanja.

## Srednji vek
Kad su stupili u kakvasku regiju, muslimanski Arapi su porazili Sasanide i Vizantijce. Arapi su učinili Kavkasku Albaniju vazalnom državom 667. godine, iako su hrišćani predvođeni knezom Džavanširom pružali otpor godinama. U 9. i 10. veku Arapi naseljavaju područje između reka Kura i Aran. To su bili Arapi iz Basre i Kufe, a naselili su područje koje su autohtoni narodi napustili.

### Seldžuci i države naslednice
Seldžučko razdoblje azerbejdžanske istorije možda je i značajnije od arapskog osvajanja, jer je pomoglo da se oblikuje etno-lingvistička nacionalnost modernih azerskih Turaka.
Nakon pada Abasidskog kalifata, teritorija Azerbејdžana bila je pod uticajem brojnih dinastija poput iranskih Salarida, Sadžida, Šedadida, Ravadida i Bujida. Međutim, početkom 11. veka teritoriju polako osvajaju Oguz Turci, pleme iz Centralne Azije. Prvi od tih turkijskih dinastija su bili Gaznavidi iz severnog Avganistana, koji su zauzeli deo Azerbејdžana 1030. godine. Zatim su usledili Seldžuci, zapadni ogranak Oguza, koji su pokorili celi Iran i Kavkaz i vršili napade na Irak, gde su svrgnuli Bujide u Bagdadu 1055. godine. Seldžuci tako postaju vladari ogromnog carstva, koje je uključivalo celi Iran i Azerbејdžan, sve do kraja 12. veka. Tokom vladavine Seldžuka, uticajni seldžučki vezir Nizam al-Mulk uveo je brojne birokratske i obrazovne reforme. Njegova smrt 1092. godine bila je početak kraja nekad dobro organizovane seldžučke države, a stanje se dodatno pogoršalo nakon smrti sultana Ahmada Sandžara 1153. godine.
Lokalno, seldžučkim posedima vladali su Atabezi, koji su bili sultanovi tehnički vazali. Naziv atabeg bio je uobičajen tokom seldžučke vladavine na Bliskom istoku, s početkom u 12. veku. Pod njihovom vlašću, od kraja 12. do početka 13. veka, Azerbејdžan je važno kulturno središte turkijskih ljudi. Palate atabegova Eldeniza i Širvanšaha ugostile su mnoge značajne ljude toga doba, od kojih su mnogi bili izvrsni muslimanski trgovci i naučnici. Najpoznatiji od tih atabegova je bio Šamsadin Ildeniz.

#### Idliguzidi
Ildiguzidi (pers. ایلدگزیان - Ildegozidi; azer. Eldəgəzlər), poznati i kao atabegovi Azerbejdžana (pers. اتابکان آذربایجان - Atābakān-e Āḏarbāyjān; azer. Azərbaycan Atabəylər Dövləti), bili su pripadnici lokalne dinastije kumanskog (turkijskog) porekla. Kao seldžučki vazali od 1135. do 1225. godine vladali su područjima koja obuhvataju današnji severozapad Irana (regija Azarbejdžana), gotovo čitav Azerbејdžan i Armeniju, te manje delove Turske i Iraka. Njihova dinastija imenovana je prema osnivaču Šamsudinu Ildiguzu čija je moć rasla proporcionalno sa decentralizacijom odnosno opadanjem snage Seldžuka. Godine 1209. Ildiguzidi šire politički uticaj i na ahmadilsku Maragu čime dosežu svoj vrhunac, ali petnaestak godina kasnije dinastija se gasi pod navalom Gruza i Horezmijca.
Pod Seldžucima, velik napredak postignut je u različitim naukama i filozofiji od Iranaca, kao što su Bahmanjar, Khatib Tabrizi, Šihabudin Suhravardi i drugi. Persijski pesnici poput Nizamija Gendževija i Hakanija Širvanija, koji su živeli na ovom području, u svojim delima sažimaju svu oplemenjenu persijsku književnost. Pored toga, ova regija doživljava procvat izgradnje jedinstvene arhitekture, koju utelovljuju bedemi, džamije, škole, mauzoleji, mostovi Bakua, Gendže i Abšerona, koji su izgrađeni u 12. veku. Godine 1225. Džalaledin Menguberdi i Horezmijsko carstvo okončavaju vladavinu atabegova.

### Safavidi i uspon šita
Safavidi su bili sufijski verski red sa sedištem u Iranu, koji je osnovao šeik Safadin Ardabili tokom 1330-ih godina, po čijem su eponimu i dobili ime.
Safavidi, predvođeni Ismailom I, proširili su svoju bazu u Ardabilu, osvojili su Kavkaz, delove Anadolije, Mesopotamije, središnje Azije i zapadne delove južne Azije. U istom razdoblju, Ismail pljačka Baku (1501) i proteruje sunitskog Širvanšaha. Teritoriju današnjeg Azerbејdžana, uz Jermeniju i Dagestan, osvajaju iranskih Safavidi između 1500. i 1502. godine.
Za vreme vladavine Ismaila I i njegovog sina Tahmaspa, šiitski islam nametnut je nekad sunitskom stanovništvu Irana i Azerbејdžana. Nametanje šiitskog islama posebno je bilo jako u Širvanu, gde je masakriran znatan deo sunitske populacije. U tom razdoblju, Safavidski Iran postaje feudalna teokracija, a šah se smatra božanski određenim da bude šef države i religije. Tokom tog razdoblja, poglavari Kizilbaša su imenovani pravnim administratorima sa uredima nadležnim za pokrajinske uprave.
Ratovi sa Sunitima Osmanlijskog carstva nastavljeni su i za vreme šaha Tahmaspa. Osmanlije su 1580-ih godine zauzele važne safavidske gradove Gendže, Baku i gradove u Šemahinskom distriktu.
Pod vladavinom šaha Abasa I Velikog (1587—1630), monarhija dostiže svoj vrhunac. Poprima izrazito persijski nacionalni identitet, koji se stapa sa šijitskim islamom. Nastavlja politiku svojih prethodnika i nastoji da potpuno integriše Kavkaz u persijsko društvo. Verski uticaj Safavida se i dan-danas se može osetiti u savremenom Iranu i Azerbејdžanu, jer područje današnjeg Azerbејdžana ima najveći udeo šiita u muslimanskom stanovništvu, odmah posle Irana. To su jedine dve države gde su muslimani većinski Šiiti.

### Kanati 18. i 19. veka i prisilno priključenje Rusiji
Dok je građanski sukob zahvaćao Iran, većinu Azerbејdžana su okupirali Turci (1722—1736). U međuvremenu, za vreme vladavine Petra Velikog, primorski pojas duž Kaspijskog jezera, nakratko dolazi pod rusku vlast. Nakon raspada Safavidskog carstva na vlast dolazi Nadir šah Afšar (Nadir Guli Bej), iranski vojni stručnjak turkijskog porekla. On je preoteo kontrolu nad Iranom, 1729. godine je proterao Avganistance i nastavio je dalje sa ambicioznim vojnim pohodima, osvajajući područja na istoku do Delhija, imajući želju da osnuje još jedno veliko Persijsko carstvo. Međutim jačanje njegove persijske baze ozbiljno iscrpljuje njegovu vojsku. Nadir je imao efektivnu kontrolu nad šahom Tahmaspom II, a potom je vladao kao regent Abasa , sve do 1736. godine, kada je i sam okrunjen kao šah. Njegova krunidba održala se u Muganskoj niziji, sadašnjoj teritoriji Azerbејdžana. Nader je bio vojni genije. Osvojio je golema područja: Kavkaz, Mesopotamiju, delove Anadolije, velike delove centralne Azije, a u svom pohodu na Mogulsko carstvo potpuno je opustošio i opljačkao njihovu prestolnicu Delhi, te odneo veliko blago sa sobom u Persiju. Mada je njegovo carstvo bilo kratkotrajno, on se smatra posljednjim velikim vladarem Azije.
Nadir Šah je ubijen 1747. godine, a nakon njegove smrti Persijsko carstvo pod vlašću Afšarida se raspada. Nekoliko muslimanskih kanata, koji su ustanovljeni tokom Safavida i Afšarida, stiču različite oblike nezavisnosti. Bivši eunuh Agha Muhamad, kralj Kadžara, mogao je sada da se okrenuti ka obnovi udaljenih provincija Safaviskog i Afšaridskog carstva. Vraćajući se u Teheran u proljeće 1795. godine, okupio je snagu od oko 60.000 konjanika i pešadije, te u mesecu maju (Zu-l-ka'de po islamskom kalendaru), krenuo na Azerbејdžan, s namerom da povrati sva izgubljena područja od Osmanlija i Rusa, uključujući i zemlje između reka Kure i Arasa, koje je nekad bilo pod iranskom kontrolom. Ovo područje obuhvatalo je niz nezavisnih kanata, među kojima su najvažniji bili Karabah sa glavnim gradom Šušom, Gandža s glavnim gradom Gendže, Širvanom preko Kure sa glavnim gradom Šamahijem, te na severozapadu hrišćanska Gruzija (Gurdžistan) sa glavnim gradom Tbilisijem, te preostali pod nominalnom persijskom vlašću. Kanati su neprestano učestvovali u međusobnim borbama, ali su im pretile i opasnosti spolja. Najmoćniji među severnim kanovima je bio Fateh Ali-šah Kadžar (umro 1783), koji je uspeo da ujedini većinu susednih kanata pod svoju vlast.

## Literatura
- Altstadt, Audrey (1992). The Azerbaijani Turks: Power and Identity Under Russian Rule. Azerbaijan: Hoover Institution Press..
- Ashurbeyli, S. "History of Shirvanshahs" Elm 1983, 408 (in Azeri)
- de Waal, Thomas. Black Garden. NYU. . 2003. ISBN 978-0-8147-1945-9. Недостаје или је празан параметар |title= (помоћ)
- Goltz, Thomas. "Azerbaijan Diary: A Rogue Reporter`s Adventures in an Oil-Rich, War-Torn, Post-Soviet Republic".M.E. Sharpe. . 1998. ISBN 978-0-7656-0244-2. Недостаје или је празан параметар |title= (помоћ)
- Gasimov, Zaur: The Caucasus, European History Online, Mainz: Institute of European History, 2011, retrieved: November 18, 2011.
- Kalankatu, Moisey (Movses). The History of Caucasian Albanians. transl by C. Dowsett. London oriental series, vol 8, 1961 (School of Oriental and African Studies, University of London)
- At Tabari, Ibn al-Asir (trans by Z. Bunyadov), Baku, Elm, 1983?
- Jamil Hasanli. At the Dawn of the Cold War: The Soviet-American Crisis Over Iranian Azerbaijan, 1941–1946, (Rowman & Littlefield; 409 pages; $75). Discusses the Soviet-backed independence movement in the region and argues that the crisis in 1945–46 was the first event to bring the Soviet Union in conflict with the United States and Britain after the alliance of World War II
- Momen, M. An Introduction to Shii Islam, 1985, Yale University Press 400 p
- Shaffer, B (2002). Borders and Brethren: Iran and the Challenge of Azerbaijani Identity. Cambridge: MIT Press..
- Swietochowski, Tadeusz (1995). Russia and Azerbaijan: Borderland in Transition. New York: Columbia University Press..
- Van der Leew, Ch (2000). Azerbaijan: A Quest for Identity: A Short History. New York: St. Martin's Press..
- History of Azerbaijan Vol I-III, 1960 Baku (in Russian)